# Глумово (община Сарай)
Вижте пояснителната страница за други значения на Глумово.
Глумово (на македонска литературна норма: Глумово; на албански: Gllumova) е село в община Сарай, Северна Македония.

## География
Селото е разположено на левия бряг на река Треска (Голема) след изхода ѝ от клисурата Матка.

## История
Село Глумово е споменато във Виргинската грамота на българския цар Константин Тих Асен от XIII век, с която на скопския манастир „Свети Георги“ се даряват
| „ | ...Село Глумово с метоха, с лозята, с нивите, с водениците и с всичките им правдини... | “ |

В края на XIX век Глумово е смесено село в Скопска каза на Османската империя. Според статистиката на Васил Кънчов („Македония. Етнография и статистика“) към 1900 година в селото живеят 180 арнаути-мюсюлмани и 30 българи-християни.
След Междусъюзническата война в 1913 година селото попада в Сърбия.
На етническата си карта от 1927 година Леонард Шулце Йена показва Глумово (Glumovo) като албанско село.
На етническата си карта на Северозападна Македония в 1929 година Афанасий Селишчев отбелязва Глумово като албанско село.
Според преброяването от 2002 година Глумово има 1683 жители.
| Националност     | Всичко |
| северномакедонци | 4      |
| албанци          | 1646   |
| турци            | 1      |
| роми             | 0      |
| власи            | 0      |
| сърби            | 1      |
| бошняци          | 28     |
| други            | 3      |

## Личности
Родени в Глумово
- Башким Амети (р. 1983), политик от Северна Македония
- Блерим Беджети (р. 1970), политик от Северна Македония
- Джемали Саити (р. 1966), юрист и политик от Северна Македония